# Kościół św. Stanisława w Boguchwale
Kościół świętego Stanisława w Boguchwale – rzymskokatolicki kościół parafialny należący do parafii pod tym samym wezwaniem (dekanat Boguchwała diecezji rzeszowskiej).

## Historia
Świątynia została wzniesiona w celu zastąpienia starej świątyni. Parafianie, razem z proboszczem, księdzem Stefanem Pelcem, podjęli decyzję o budowie nowego kościoła w listopadzie 1983. Projekt został wykonany przez rzeszowskiego architekta Adama Gustawa. 17 maja 1986 biskup Stefan Moskwa, poświęcił plac pod budowę kościoła. Kamień węgielny poświęcił biskup Bolesław Taborski 30 sierpnia 1987. Budowa została ukończona 25 listopada 1989. Świątynia została poświęcona 2 września 1990 przez biskupa przemyskiego Ignacego Tokarczuka. Na frontonie jest umieszczona figura Matki Bożej Niepokalanej, wykonana przez rzeszowskiego artystę Piotra Kidę. Świątynia posiada organy o 35 głosach. Ołtarz główny, który został wykonany podczas urzędowania księdza proboszcza Stanisława Rydzika, przedstawia figurę Chrystusa umierającego na krzyżu, natomiast boczny ołtarz po prawej stronie jest poświęcony Matce Bożej Częstochowskiej. W ciągu kilku lat zmieniło się wnętrze nowego kościoła. Wykonane zostały ołtarze boczne, a także oświetlenie głównej gwiazdy.